# Teleferica

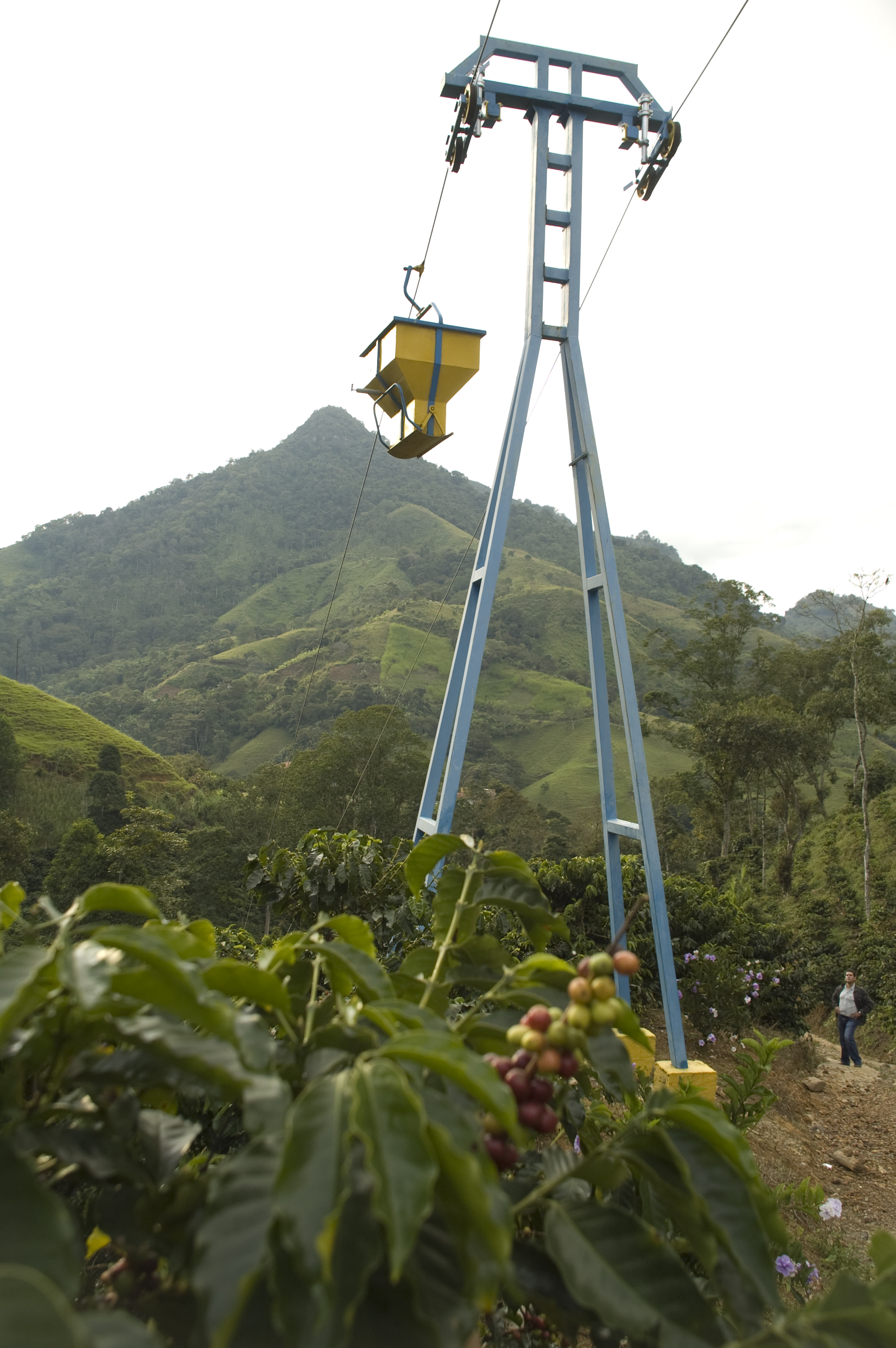
Una teleferica destinata al trasporto di caffè in un'area montana dell'America latina

La teleferica è una funivia aerea adibita esclusivamente al trasporto di merci.

## Storia
La movimentazione di persone e materiali entro gabbie, cesti o simili sospesi a funi (sia metalliche che di altri materiali, anche vegetali) si perde nella notte dei tempi. Realizzazioni dei più diversi generi sono documentate in disegni e racconti in Europa, Asia e Africa.
Le teleferiche vennero intensamente utilizzate per il trasporto di minerali ferrosi estratti nella zona di Cogne in Valle d'Aosta. In Calabria la società tedesca Rüping, concessionaria per lo sfruttamento dei boschi, ne realizzò nell'area del Pollino e della Sila per il trasporto a valle di tronchi d'albero. In Sicilia ne vennero realizzate diverse a supporto dell'attività estrattiva dello zolfo; nel 1904 venne realizzata una teleferica di 10 km per trasportare il minerale dal grande bacino estrattivo Trabia-Tallarita alla stazione di Campobello di Licata, mentre altre teleferiche collegavano la grande miniera di Trabonella alla stazione ferroviaria di Imera, tra Caltanissetta ed Enna e tra la grande miniera di zolfo cozzo disi nella zona industriale del territorio di Casteltermini alla miniera di bosco tra San Cataldo, Mussomeli, Caltanissetta e Serradifalco 
Le teleferiche trovarono vasto utilizzo e giocarono un ruolo fondamentale durante la prima guerra mondiale, in particolare sul fronte italo-austriaco. Trovandosi buona parte delle linee di fuoco in impervie zone di montagna, quindi con notevoli difficoltà sia nei rifornimenti di munizioni, vettovaglie ecc. che nel trasporto dei pezzi di artiglieria, le teleferiche permisero di collegare luoghi altrimenti proibiti o assai difficilmente raggiungibili da altri mezzi come autocarri, cavalli, muli ecc. Il funzionamento era a motore, manuale o mediante animali. Grazie allo sviluppo tecnologico le realizzazioni si sono notevolmente evolute e diversificate.

## Descrizione
Si tratta, per definizione,  di funivia aerea utile a superare dislivelli in zone montuose, corsi d'acqua oppure - in aree estrattive e cantieri - per le movimentazioni di materiali o in boschi e foreste per l'esbosco del materiale riveniente dall'utilizzazione forestale (tronchi, alberi interi, ramaglie ecc.). Si tratta sia di impianti fissi che di attrezzature mobili montabili in lassi di tempo fra le tre ore (mini teleferiche) e i due - tre giorni (gru a cavo a stazione motrice mobile, con torrette a sfilo idraulico o a fune)
Sono presenti in zone alpine e boschive - destinate al trasporto della legna o per il rifornimento di zone difficilmente raggiungibili quali masi (fattorie) di montagna, rifugi alpini e simili -, in cave di marmo, granito o altre pietre da costruzione, oppure all'interno di stabilimenti industriali quali cementifici, cokerie per il rifornimento continuo di materiali.
- Le tipologia più semplice è la "fune a sbalzo" o meglio detto " palorcio ". Ciò consta in un cavo metallico ancorato alle estremità e con un certo dislivello utilizzato soprattutto in zone collinose/montagnose per la semplice discesa a gravità solitamente di fascine di legname legate tra loro e fissate ad un gancio che scorre sulla fune.
-Esistono poi teleferiche cosiddette "industriali" che comprendono realizzazioni complesse con capacità di carico e livelli di automazione assai elevati. Solitamente hanno carattere stabile.
Le teleferiche industriali classiche seguono lo schema definito un tempo " alla tedesca" e cioè si compongono essenzialmente di due vie di corsa o rami, ciascuna via di corsa ha una fune portante e la fune traente è chiusa ad anello e corre lungo le due vie di corsa, una in un senso e in una nell'altro. In tal modo avremo su un ramo carrellini che corrono in salita e sull'altro ramo carrellini che corrono in discesa. Infatti i carrellini posseggono un dispositivo di attacco temporaneo alla fune traente, generalmente costituito da una morsa a tenaglia collegata ad un comando meccanico : alla partenza i carrellini vengono lanciati alla velocità della fune traente e qui la morsa aggancia la traente venendone trainata fino alla stazione di estremità dove un dispositivo stacca la morsa dalla fune ed il carrellino rallenta fino a fermarsi. In tal modo, nonostante i carrellini, lungo la linea, siano in movimento, nelle stazioni essi sono svincolati dalla fune traente e quindi fermi per essere caricati o scaricati.
Si può arrivare ad impianti molto sofisticati, con alta capacità di trasporto e talvolta con la possibilità di carico e scarico automatici. 
Solitamente vengono classificate in base al numero di funi:
- monofuni
- bifuni
- trifuni

### Teleferiche monofuni
Analoghe alle seggiovie monofuni, dove l'unica fune - chiusa ad anello fra le stazioni estreme - accomuna le funzioni di portante e traente. Il moto dei veicoli può essere a va e vieni - come nelle classiche funivie aeree - oppure a moto continuo o semi-continuo, con agganciamento permanente o temporaneo, come nelle cabinovie.
L'attacco permanente viene chiamato all'americana, è adatto solo alle piccole portate e basse velocità - dell'ordine di 1 m/s - per evitare danneggiamenti alle pulegge ed alla fune al passaggio dei veicoli.
L'attacco temporaneo è detto di tipo inglese: è quello maggiormente impiegato e permette una velocità più che doppia e portate molto più elevate. I vagoncini in partenza si agganciano per mezzo di apposite morse che si aprono e chiudono automaticamente e - una volta giunte all'arrivo - si svincolano, percorrendo il tratto terminale su rotaie di guida senza impegnare le pulegge terminali.

### Teleferiche bifuni

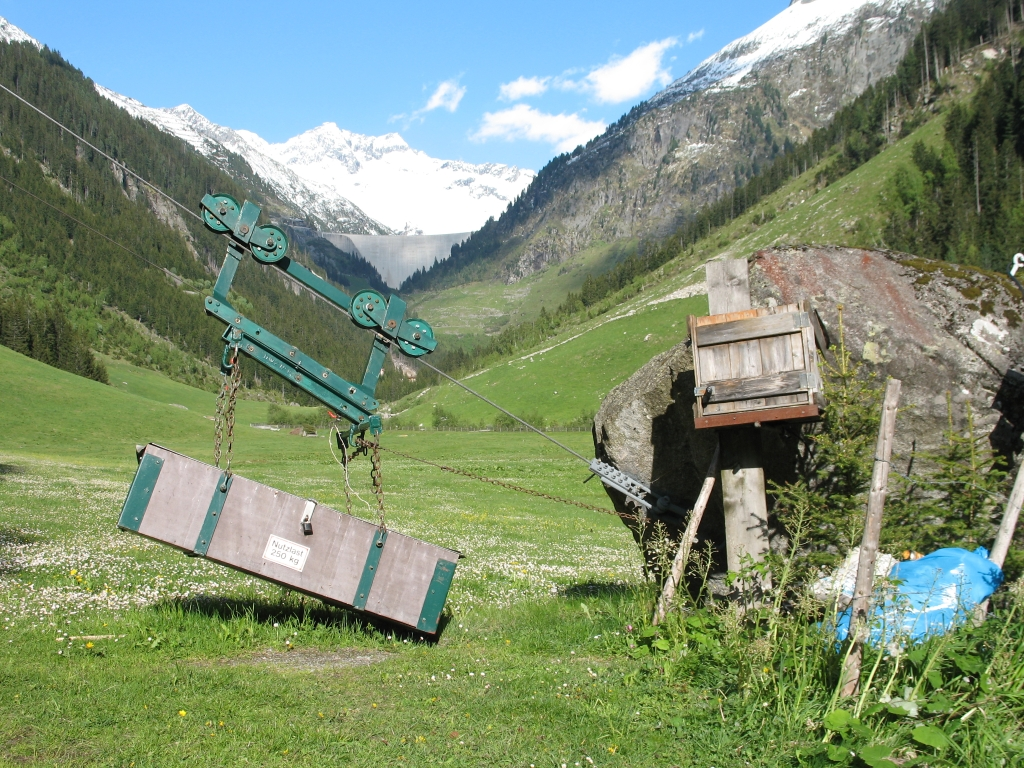
Teleferica a fune portante+fune traente

In questa famiglia di teleferiche le funzioni di trazione (traente) e sostegno (portante) sono affidate appunto a due funi distinte. Le vie di corsa possono essere una o due e il funzionamento a va e vieni, a serraggio permanente o a serraggio temporaneo detto alla tedesca (Teleferiche Industriali)
Queste ultime sono le più diffuse: esempio sono la teleferica della Grande Dixence in Svizzera e la Massaua-Asmara.
Le funi sono spesso contrappesate e - in presenza di lunghezze elevate - le portanti possono essere suddivise in tratte per il corretto tensionamento. In quest'ultimo caso i veicoli, nei passaggi da una portante all'altra, passano su apposite "scarpe" per scavalcare il punto di interruzione.
Le pendenze di questi impianti raggiungono il 100% e le velocità anche i 4 m/s.

### Teleferiche trifuni
Realizzate come le precedenti, si distinguono per la presenza di due funi portanti e una traente/anello trattivo.
Questo termine viene talvolta impiegato per gli impianti bifune dotati del citato "semianello di zavorra".

## Blondin
Sono un particolare tipo di teleferica dotato di un argano per sollevare e calare il carico sospeso in direzione verticale.

## Caratteristiche

### Tipi di trazione
In base al tipo, alla dimensione e alla portata le teleferiche possono avere vari tipi di azionamento:
- manuale: con argano a manovella;
- motorizzato: a vapore (anticamente), a scoppio o elettrico. Quest'ultimo viene impiegato nelle realizzazioni più moderne e di maggiori dimensioni, sia a corrente continua che alternata, mono- o trifase.

Gli impianti motori sono normalmente situati a monte

### Tensionamento funi
Il tensionamento delle funi avviene mediante contrappesi o tenditori idraulici a monte o valle, a seconda delle necessità progettuali, situazioni locali ecc. Negli impianti più semplici spesso non vengono installati.

### Veicoli
I veicoli impiegati possono essere costituiti da semplici piattaforme, pianali con sponde, contenitori di varia forma e materiale adatti al materiale da trasportare, benne, gru mobili, carrelli a taglia, ecc. appesi - mediante appositi telai snodati - alla/e fune/i tramite morsa (monofuni) o carrelli (bi- e trifune). Questi sono dotati di ruote (pulegge), in quantità variabile: un numero maggiore incrementa il carico trasportabile e salvaguarda la fune in quanto distribuisce meglio il peso, oltre a rendere più stabile e sicura la corsa.
In alcuni impianti possono essere presenti delle cabine simili a quelle della funivie per consentire il trasporto di personale.

### Le gru a cavo o Seilkran
Si tratta di particolari tipi di teleferica usati nelle zone di montagna per l'esbosco del legname e vari lavori di costruzione come linee elettriche o condotte idriche. L'impianto è costituito da un argano e un carrello in grado di agganciare, sollevare il carico e trasportarlo.
In queste realizzazioni il numero e le funzioni delle funi sono molto varie.